# Верхореченский сельский совет
Верхореченский сельский совет (укр. Верхоріченська сільська рада, крымскотат. Biya Sala köy şurası, Бия Сала кой шурасы; до 1945 года — Бия-Сальский сельсовет) — административно-территориальная единица в Бахчисарайском районе в составе АР Крым Украины (фактически до 2014 года; ранее до 1991 года — в составе Крымской области УССР в СССР, до 1954 года — в составе Крымской области РСФСР в СССР).
В составе Бахчисарайского района в начале 1920-х годов был образован Бия-Сальский сельсовет  (видимо, постановлением Крымревкома от 8 января 1921 года № 206 «Об изменении административных границ») и на момент всесоюзной переписи населения 1926 года состоял из двух сёл: Бия-Сала и Шуры с населением 1104 человека.
Указом Президиума Верховного Совета РСФСР от 21 августа 1945 года Бия-Сальский сельсовет был переименован в Верхореченский.
С 25 июня 1946 года сельсовет в составе Крымской области РСФСР, а 26 апреля 1954 года Крымская область была передана из состава РСФСР в состав УССР. Время упразднения совета пока точно не установлено: в «Справочнике административно-территориального деления Крымской области на 15 июня 1960 года» и указе Президиума ВС УССР «О внесении изменений в административное районирование УССР — по Крымской области», от 1 января 1965 года, ещё присутствует Предущельненский (включавший те же населённые пункты), а в справочнике «Крымская область. Административно-территориальное деление на 1 января 1968 года» — уже вновь Верхореченский в современном составе, ещё содержащий исключённые 17 февраля 1987 года из списков сёл Загорское, Лесниково, Охотничье, Шахты и Шелковичное. С 12 февраля 1991 года село в восстановленной Крымской АССР, 26 февраля 1992 года переименованной в Автономную Республику Крым. С 21 марта 2014 года — аннексирован Россией.
К 2014 году сельсовет включал 6 сёл:
- Баштановка
- Верхоречье
- Кудрино
- Машино
- Предущельное
- Синапное

С 2014 года на месте сельсовета находится Верхореченское сельское поселение.